# Can Tarafa
Can Tarafa és una masia del municipi de les Franqueses del Vallès (Vallès Oriental) inclosa en l'Inventari del Patrimoni Arquitectònic de Catalunya.

## Descripció
Masia de planta complexa, amb diferents cossos afegits i diverses reformes difícils de datar. Orientada cara a migdia, el carener és paral·lel a la façana. Gran portal de mig punt adovellat, descentrat. Té tres pisos d'alçada en el pis principal i a la planta noble s'obren tres finestres d'estil gòtic- renaixentista. Totes elles amb guardapols i representacions de figuretes a les mènsules i castells a la base. La finestra de damunt de l'entrada té representats dos àngels amb filacteris amb la inscripció: "TARAFA 1558". La banda dreta fou modificada i resta d'un pis menys d'alçada.

## Història
La tradició parla que Can Tarafa estava situada en un altre lloc, a prop de l'actual casa, on encara es conserven unes ruïnes amb una torre rodona. La inscripció de la finestra, així com la tipologia de les finestres, ens daten la casa el s. XVI. La casa ha sofert molts canvis en planta i en alçat al llarg dels segles. En el fogatge de 1553 apareixen Francesch i Montserrat Tarafa. Aquesta va ser una família rellevant dins la historiografia catalana. Francesch Tarafa i Savall va ésser un historiador que va morir a Roma. Sembla que la casa pertany actualment a la família Mercadal de Barcelona.